# Подберезцы (Тернопольская область)
Подберезцы (укр. Підберізці) — село в Залозецкой поселковой общине Тернопольского района Тернопольской области Украины.
Код КОАТУУ — 6122688602. Население по переписи 2001 года составляло 468 человек.
До 2020 года входило в Зборовский район.

## Географическое положение
Село Подберезцы находится на левом берегу реки Серет Левый,
выше по течению на расстоянии в 2,5 км расположено село Серетец,
ниже по течению на расстоянии в 2,5 км расположено село Ратыщи,
на противоположном берегу — село Яснище.
Через село проходит автомобильная дорога Р-39.

## История
- 1785 год — дата основания.

## Объекты социальной сферы
- Школа I—II ст.
- Клуб.